# PowerVu
PowerVu 為一種数位電視加密用的條件接收模組(CAM)，由Scientific Atlanta公司(現為思科系統)設計及擁有。它主要用在專業廣播系統中，使用此系統的業者包括Retevision，彭博電視(Bloomberg Television), 探索頻道(Discovery Channel)，AFRTS及AFN等電視台。 此加密技術亦同時被有線電視業者採用，防止未經訂閱的用戶盜看。
PowerVu使用它的專用解碼器，供有線業者將不同衛星上使用該加密技術的頻道解碼，然後分配給各有線電視網路上公播。若設定妥當，解碼器亦能接收免費無加密的電視頻道(free to air，簡稱：FTA)。 PowerVu使用複雜的系統来授權每台PowerVu接收器，定時追蹤用戶使用紀錄，因此PowerVu被認定為非常安全的加密系統，一般用戶難以破解。